# Gezwinde grijsaard
Gezwinde grijsaard, die op wakk're wieken staag is een titelloos sonnet van P.C. Hooft uit 1610.
In het octaaf vraagt de ik-verteller aan de altijd zo snelle en allesverslindende tijd waarom die hem nu zo traag lijkt en in het sextet komt het antwoord: tegenover zijn afwezige geliefde beklaagt de ik zich dat hij zo naar haar verlangt dat de 'schoorvoetighe' tijd erg traag lijkt te verlopen. Het gedicht is tegelijk een Italiaans of petrarcaans sonnet en een Engels of Shakespeare-sonnet. Het kent namelijk een tweeledige structuur met volta én twee slotregels met een epigrammatisch karakter. Het gedicht heeft een klassieke status en is dan ook veelvuldig in bloemlezingen opgenomen.

## Tekst
Gheswinde Grysaert, die op wackre wiecken staech
De dunne lucht doorsnijt en, sonder seyl te strijcken,
Altijt vaert voor de wint, en yder nae laet kijcken;
Doodtvyandt van de rust, die woelt by nacht by daech;
Onachterhaelbre Tijt, wiens heeten hongher graech
Verslockt, verslint, verteert, al watter sterck mach lijcken;
En keert, en wendt, en stort Staten en Koninckrijcken;
Voor yder een te snel hoe valdy my soo traech?
Mijn Lief sint ick u mis verdryve' ick, met mishaghen,
De schoorvoetighe tijdt, en tob de langhe daghen
Met arbeydt avondtwaerts; uw afzijn valt te bangh.
En mijn verlanghen kan den Tijtgod niet beweghen,
Maer 't schijnt verlanghen daer zijn naem af heeft ghekreghen,
Dat ick de Tijt die ick vercorten wil, verlangh.

## Structuur
Het octaaf bestaat uit één, volgens Roose 'vooruitsnellende', zin met een ritme dat de 'onstuitbaarheid' van de tijd suggereert, maar even voor de helft van vers 8 zou de lezer inhouden om de h van hoe uit te spreken terwijl ook de lange klanken na de combinatie ld het langzame voortschrijden nabootsen.
In het octaaf doen zich alliteraties voor: Geswinde grijsart, wackre wiecken, de dunne...doorsnijt, sonder seil, vaert voor, heten honger, verslockt verslint, verteert en stort Staeten. Aan assonanties zijn te noemen grijsart...staech, dunne lucht, doorsnijt... seil... strijcken en ijder... kijcken.
Het laatste woord van het octaaf, traech, vormt een antithese met twee andere woorden. Ten eerste met het woord snel op dezelfde regel en ten tweede met Gezwinde  waarmee het octaaf - en het gedicht - begint. Een andere antithese is bij nacht bij daech.
Regel 1 en 5, de beginregels van elke helft van het octaaf, vertonen het rijm wackre wiecken staech en heten honger graech en daarbij kan zowel staech als graech op twee manieren gelezen worden, staech als bijwoordelijke bepaling bij wackre of als bijwoord bij doorsnijt, graech als een bijvoeglijke bepaling (gretige hevige honger) en als bijwoord bij Verslockt, verslint, verteert.
In regel 6 staan twee van de drie woorden Verslockt, verslint, verteert in een chiastische rijmpositie ten opzichte van twee van de drie woorden uit regel 7, En keert, en wendt en stort: de rijmparen zijn verslockt/stort en verteert/keert. In het midden staan de 'bijna-rijmen' verslint/wendt.
In het sextet ontbreken alle vier de elementen die het octaaf hechtheid verlenen, grammaticale eenheid, alliteraties, assonanties, en antithesen. In plaats daarvan speelt vooral 'de ambiguïteit van de beeldspraak' een rol. Het 'verlangen kan de Tijdtgod niet beweghen', waarbij bewegen zowel in gang brengen als het opwekken van een gemoedsaandoening betekent.
Het jambische metrum laat enkele functionele afwijkingen zien. Zo wordt in regel 7 het woord 'stort' gevolgd door een eveneens beklemtoond woord, waarbij de woorden bovendien door alliteratie naar elkaar verwijzen. Hierdoor wordt de vernietigende werking van de tijd 'duidelijk hoorbaar gemaakt.' Daarnaast bevat de laatste regel twee cesuren in plaats van één, waardoor de drie fundamentele begrippen (Tijd, kort, lang) nadruk krijgen. Dit metrische systeem van drie tweevoeters is ook werkzaam in regels 1, 12 en 13.
De octaaf en het sextet zijn tot verschillende personen gericht, respectievelijk de tijd zelf en de geliefde van de ik-figuur.  De laatste woorden van het octaaf introduceren een ik-verteller en wijst zo vooruit naar het sextet. Het scharnier van het octaaf zijn de woorden 'Onachterhaelbre Tijt', die zowel terug- als vooruitwijzen. Daarnaast is er een scharnier naar het begin van het sextet: de lyrische, persoonlijke slotwoorden van het octaaf leiden naar het lyrische en persoonlijke karakter van het sextet.
De openingswoorden van het sextet, 'Mijn lief', vormen een tegenstelling met de 'Gezwinde grijsaard': jeugd tegenover ouderdom. Een overeenkomst is daarentegen dat ook de geliefde onachterhaalbaar is ('sinds ik u mis'). Na de snelheid van het octaaf , niet alleen naar betekenis maar ook ritmisch, valt de traagheid van het eerste terzine op.

## Wending of volta
Roose geeft vier argumenten waarom de volta van het sonnet bij het begin van het sextet te lezen. Ten eerste bestaat het octaaf uit één volzin en vormt zo een afgeronde grammaticale eenheid. Ten tweede biedt het octaaf een constatering die door het sextet wordt verklaard, waarbij ten derde in het octaaf de tijd wordt aangesproken en in het sextet de geliefde. Ten vierde is er een 'over octaaf en sextet gespreide dualiteit: vraag en antwoord.' Het is, volgens J.A. Dautzenberg ook mogelijk de volta te zien halverwege regel 8. In sommige uitgaven is er op die plaats een gedachtestreepje toegevoegd: Voor yder een te snel - hoe valdy my soo traech? Er sprake van een dubbele tegenstelling: de eerste tegenstelling bestaat uit 'ieder' tegenover 'mij', de tweede uit 'snel' tegenover 'traag'.

## Interpretatie
De personificatie van de tijd in de eerste twee woorden wijst op een eeuwige jeugd: hoewel al oud, heeft de tijd nog niets van zijn snelheid verloren.  Het voortschrijden van de tijd maakt het heden onmiddellijk tot verleden, een activiteit die in het tweede kwatrijn wordt beschreven als een vorm van vraatzucht die alles 'verteert'. 'Er blijft niets over,' aldus Fens, 'waardoor het gewicht van de Tijd ook niet toeneemt en zijn snelheid niet afneemt.' Na alle snelheid brengt de laatste halve zin een plotselinge vertraging, maar 'de traagheid bestaat alleen in de ervaring van de "ik."' Fens oppert dat bij 'valt mij traag' mogelijk een allusie op de uitdrukking 'zwaar vallen' bedoeld is, waarmee traag en zwaar een tegenstelling vormen met het paar snel en licht.
Fens wijst de eerste regel van het tweede terzine aan als de centrale regel van het gedicht, omdat daarin alles samenkomt. Allereerst wijst de regel vooruit naar de twee slotzinnen, maar ook terug naar het eerste terzien: de tijd is niet te vermurwen. Bovendien drukt de regel de fundamentele machteloosheid uit. Dat de tijd superieur is, wordt ook met het woord 'Tijtgod' aangduid. Daarmee wijst de regel ook terug naar het hele octaaf, dat de almacht van de tijd uitdrukt. Daarmee wordt ook de tegenstelling tussen octaaf en sextet opgeheven: de persoonlijke ervaring van de tijd is slechts schijn of 'zelfbedrog'.
Roose beschouwt als 'de pointe van het gedicht' de woordspeling met 'verlangen' waarmee het sonnet besluit. Fens ziet als kern van het gedicht 'het gemis' of 'de leegte', 'het niets', specifieker: 'alle gemis dat door de macht van de tijd ontstaat.'

## Eén sonnet, twee sonnettypen
De woordspeling met de betekenis van 'verlangen' is volgens Roose niet etymologisch gemotiveerd, maar 'van zuiver-poëtische aard'. Zodoende vormen de twee slotregels een pointe en maken van het gedicht een specimen van beide belangrijke sonnetvormen, de Italiaanse én de Engelse. Het is namelijk zowel een sonnet met een tweeledig karakter en een volta, als een sonnet dat epigrammatisch eindigt.

## Allusies op de tijdgod Kronos
Volgens Roose doet Hooft 'als zo vaak' een beroep op de mythologie en moet de lezer aan Kronos denken, de god van de tijd. Om te voorkomen dat zijn kinderen hem van de troon zouden stoten, at Kronos ze op, een motief dat Roose herkent in vers 6 en 7, waar de Tijdgod alles verslindt en vernietigt.

## Waardering
Het sonnet behoort tot 'enkele beroemd geworden sonnetten' die Hooft schreef over het in de Renaissance populaire thema van de onverbiddelijkheid van de tijd en de beleving van de tijd door de mens. Volgens Fens gaat het om twee sonnetten, waarvan de andere het enige jaren eerder geschreven 'Nijdige tijd' uit 1602 is, dat echter in de schaduw van het tweede is geraakt en minder vaak in bloemlezingen te vinden is. Beide gedichten spreken in het octaaf de tijd aan en in het sextet een andere persoon. In 'Nijdige tijd' is die andere persoon de 'tijdmeester', een soort klokkenist. Deze lijkt enigszins op de tijd zelf en in dit tekortschietende verschil in persoonlijkheid, dat weinig verschil tussen octaaf en sextet mogelijk maakt, ziet Fens de voornaamste reden dat het eerste gedicht voor het tweede onderdoet: 'er wordt in het sextet herhaald wat in het octaaf staat'. Beide gedichten zijn opgenomen in de bloemlezing van Gerrit Komrij van De Nederlandse poëzie van de zeventiende en achttiende eeuw in 1000 en enige gedichten.
Fens noemt de uitgestrektheid in ruimte en tijd 'ongewoon groot' en meent dat het gebruik van traditionele metaforen mede 'door het zeer grote taal- en intellectuele vernuft de houdbare schijn van oorspronkelijkheid gegeven' wordt. Zijn slotsom is dat het een geslaagd sonnet is, '[o]mdat het binnen de metaforiek van de moderne poëzie te brengen is.' Roose meent dat het gedicht een 'buitengewone taalvirtuositeit' en een 'treffende harmonie van vorm en inhoud' laat zien.

## Verklarende noten
1. ↑  sterke
2. ↑  achter zich laat
3. ↑  graag
4. ↑  laat instorten
5. ↑  weerzin
6. ↑  afwezigheid valt zwaar
7. ↑  daarvan heeft gekregen

## Verwijzende noten
1. 1 2 3 4  Roose (1984), p. 340.
2. ↑  Roose (1984), p. 340-341.
3. 1 2 3 4  Roose (1984), p. 341.
4. ↑  Roose (1984), p. 342.
5. 1 2  Fens (1990), p. 22
6. ↑  Dautzenberg  (1989), 27
7. 1 2  Fens (1990), p. 23
8. ↑  Fens (1990), p. 28-29
9. ↑  Fens (1990), p. 29
10. ↑  Roose (1984), p. 343.
11. ↑  Koppenol (2004), p. 132
12. ↑  Fens (1990), p. 20
13. ↑  Fens (1990), p. 21
14. ↑  Roose (1984), p. 343-344.